# Asesinato de Sonia Rescalvo Zafra
El 6 de octubre de 1991, Sonia Rescalvo Zafra fue asesinada de una paliza brutal por un grupo de neonazis en el Parque de la Ciudadela, en Barcelona. Su asesinato adquirió gran relevancia por ser «el primer crimen contra una mujer trans por el mero hecho de serlo del que se tiene información y constancia en España».

## Contexto
En 1991 la transexualidad era marginada y reprimida, vista como una anomalía. En consecuencia, las personas transexuales estaban prácticamente fuera de la ley y, sobre todo las mujeres transexuales, se encontraban cercanas al mundo de la prostitución, a menudo la única posibilidad de encontrar trabajo y sobrevivir.
Sonia, a veces también en catalán Sònia, huyó de su familia a los 16 años de su Cuenca natal, para refugiarse en el anonimato de la gran ciudad, en Barcelona. Durante un tiempo le fue bien y consiguió actuar en el teatro Arnau del Paralelo de Barcelona, así como en clubs como la Sala Río o el New York. En esa etapa vivió durante cinco años con la activista Silvia Reyes. En 1978 apareció en El libro de los travestis de la revista Lib junto a Bibiana Fernández o Angie von Pritt. En él, explicó que era una mujer transexual y los desafíos que vivían ella y otras.
En algún momento de los años ochenta Sonia cayó en depresión y comenzó a consumir droga, una situación que finalmente la dejó sin techo y trabajando en la prostitución. Esa era su situación que en 1991, cuando tenía 45 años.

## El asesinato
La madrugada del 6 de octubre de 1991, después de una noche de juerga, seis jóvenes de ideología ultraderechista y estética neonazi se colaron en el Parque de la Ciudadela de Barcelona por un agujero de la verja, dirigiéndose a la glorieta de los Músicos, lugar habitual de reunión de homosexuales y transexuales.
Allí propusieron «tocar el tambor», forma en la que llamaban el dar patadas con sus botas reforzadas con punta de hierro en la cabeza de sus víctimas. Sonia y su compañera de trabajo Dori o Doris Romero dormían esa noche en la glorieta, y fueron identificadas por el grupo como «bultos» con «aspecto de travesti». Los jóvenes pasaron por la glorieta, y continuaron su marcha; pero luego encontraron un palo de escoba con el que volvieron con el objetivo de apalizar a las dos personas. La paliza que recibieron Sonia y Dori, que duró unos 15 minutos, fue de tal violencia que uno de los agresores se rompió una uña del pie, a pesar de que su bota estaba protegida con un refuerzo de acero. Tres de ellos marcharon, mientras que los restantes decidieron quedarse en el lugar para rematar a sus víctimas. Los primeros informes periodísticos confundieron a Sonia con una persona negra, tal como lo explica el magistrado José Joaquín Pérez Beneyto, pues «Fue tal la paliza que le dieron que era todo moratones». Dori consiguió sobrevivir «por mera casualidad» según la misma sentencia, pero Sonia falleció «de una lluvia de patadas en la cabeza y de un trastazo en el pecho con un palo de escoba».
Tras dejar a ambas moribundas en el suelo, dieron una paliza a tres indigentes, uno de ellos, Miguel Pérez Barrieras, que se encontraba cerca. Como consecuencia, Miguel perdió el único ojo con el que veía, quedándose ciego.
Posteriormente los seis agresores se dirigieron al bar Vis a Vis. Al día siguiente se reunieron con un amigo, Óscar Lozano, para contarle los hechos.

## Prensa, investigación y juicio
La prensa de la época empleó su nombre de nacimiento, tratándola con el artículo masculino y de «homosexual travestido».
El caso fue puesto en manos de la Policía Nacional. En febrero de 1992, en medio de una investigación por un caso de corrupción en la Policía Nacional, un mozo escuchó la siguiente conversación telefónica de Héctor López Frutos con una chica:

-¿Quieres venir a casa esta noche?
-No, no...
-Siempre me dices que no. ¿Tienes miedo de venir a mi casa?
-De tu casa no, de ti.
-¡Hostia, ni que fuera un travesti!
-No hombre, no te pongas así.
-Por cierto, ¿sabes quién hizo aquello del travesti de la Ciutadella?
-No
-¡Pues yo sí!

López Frutos se encontraba en el domicilio de un policía que estaba siendo investigado. Tras la grabación el juez de instrucción, José Joaquín Pérez Beneyto, transfirió a los Mozos de Escuadra la investigación del asesinato. La investigación fue dirigida por Joan Carles Molinero, subinspector de los Mozos, y su equipo, formado por siete personas.
La conversación permitió detener, el 11 de marzo de 1992, a siete jóvenes de entre 16 y 17 años: Pere Alsina Llinares, David Parladé Valdés, Héctor e Isaac López Frutos, Andrés Pascual Prieto y Oliver Sánchez Riera, quienes participaron en el asesinato y las palizas, y Óscar Lozano. Los registros de sus viviendas produjeron numerosa documentación neonazi, armas blancas, como bates de béisbol y puños americanos, y carnés de los Boixos Nois. Se encontraron además listados de posibles víctimas, como objetores de conciencia, punkis, okupas, y «travestis y maricones y demás escoria». Diversas personas relacionadas con la investigación, entre ellas el subinspector Molinero, señalaron «el nivel de desafío, beligerancia, prepotencia y chulería» mostrado por los detenidos y su entorno familiar.
El Front d'Alliberament Gai de Catalunya (FAGC), la Coordinadora de Gais i Lesbianes y el Ayuntamiento de Barcelona se presentaron como acusación popular y fueron representados por la abogada María José Varela. Para recaudar fondos para llevar adelante la causa, se realizaron diversas actividades, como el Carnaval Antifeixista, organizado por diversas asociaciones antimilitaristas, del movimiento okupa y del colectivo LGBTI+.
Durante el juicio, los acusados no mostraron arrepentimiento de los hechos. Tres años más tarde, los detenidos fueron condenados a 310 años de cárcel. Posteriormente, el Tribunal Supremo rebajó las penas a la mitad. En 2011, a excepción de dos de ellos, todos estaban en libertad. En 2012, dos últimos condenados que permanecían en prisión, consiguieron su libertad.
En 2016, Óscar Lozano, condenado por encubrir el asesinato de Sonia, fue detenido por patear a una mujer musulmana embarazada y propinar, a ella y su marido, insultos xenófobos. Fue condenado a realizar un cursillo y el pago de una multa.

## Consecuencias y homenajes

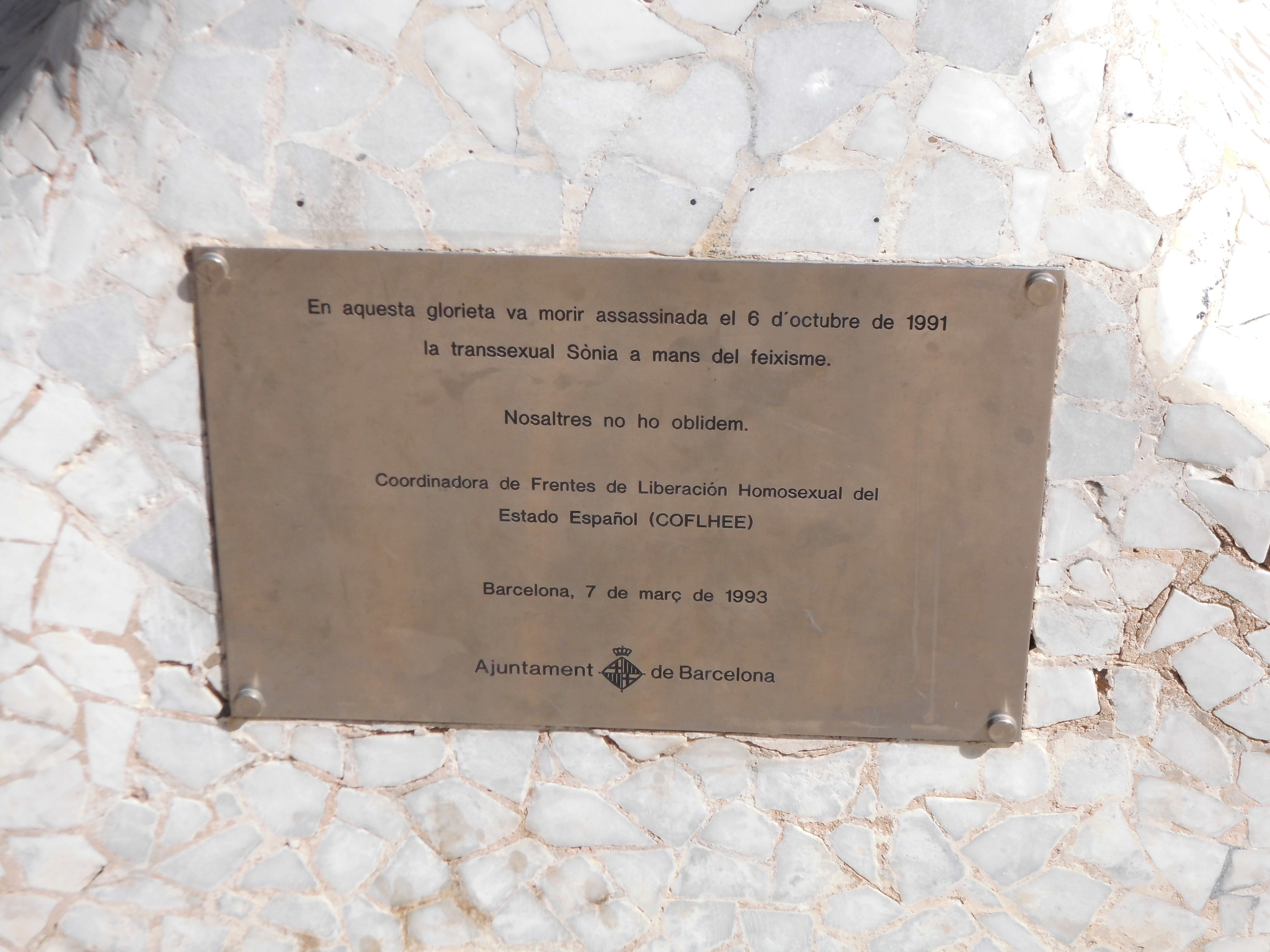
Placa conmemorativa colocada en 1993 por la Coordinadora de Frentes de Liberación Homosexual del Estado Español en la Glorieta de la transexual Sonia.

La investigación sirvió de punto de inflexión para el trato de los crímenes de odio y de la discriminación en Barcelona, que finalmente llevó a la creación de una fiscalía especializada. Los hechos, junto con la persecución que realizó el Ayuntamiento de Barcelona de las trabajadoras del sexo del Camp Nou con motivo de las Olimpiadas de 1992, también fueron uno de los puntos de inflexión de la lucha por los derechos de los transexuales en Barcelona y España.
De la unión de las organizaciones antifascistas y del movimiento LGBTI+ por el juicio surgió la Oficina Antidiscriminación, con el objetivo de atender agresiones por parte de los grupos de extrema derecha.
En 1993, la Coordinadora de Frentes de Liberación Homosexual del Estado Español colocó en el quiosco de música que preside la glorieta en la que fue asesinada Sonia una placa conmemorativa. En 2011 se colocó en la glorieta el Monumento en memoria de los gais, lesbianas y personas transexuales represaliadas, precisamente por haber sido el lugar del asesinato de Sonia. En 2013 se renombró la glorieta como «Glorieta de la Transsexual Sònia», colocándose un nuevo cartel más visible:

A Sonia Rescalvo Zafra, que va morir brutalment assassinada el 6 d'octubre de 1991 en aquesta glorieta per un grup de neonazis a causa de la seva identitat de gènere.
La ciutat de Barcelona condemna aquest crim i rebutja qualsevol actitud o acció que vulneri els drets recollits a la Declaració Universal dels Drets Humans.
A Sonia Rescalvo Zafra, que falleció brutalmente asesinada el 6 de octubre de 1991 en esta glorieta por un grupo de neonazis por su identidad de género.
La ciudad de Barcelona condena este crimen y rechaza cualquier actitud o acción que vulnere los derechos recogidos en la Declaración Universal de los Derechos Humanos.